# Veturius Geminus Cicurinus (Konsul 499 v. Chr.)
Publius (nach anderen Quellen Gaius, Lucius) Veturius Geminus Cicurinus ist eine Figur der frühen Römischen Republik und mutmaßlicher Konsul des Jahres 499 v. Chr., gemeinsam mit Titus Aebutius Helva.
Sein Name wird von Dionysios von Halikarnassos am vollständigsten überliefert: Πόπλιος Οὐετούριος Γεμῖνος. Titus Livius überliefert mit abweichendem Praenomen, ohne Cognomen und mit unvollständigem Rhotazismus C. Vetusius, während Cassiodor L. Vetusius angibt.
Sein Cognomen Geminus („Zwilling“) weist auf seinen (mutmaßlichen) Zwillingsbruder Titus Veturius Geminus Cicurinus hin, der im Jahr 494 v. Chr. Konsul war.
Folgende Nachricht wird außerdem mit ihm in Verbindung gebracht: Plutarch berichtet, dass ein Πούπλιος Οὐετούριος gemeinsam mit Μινούκιος Μᾶρκος (Marcus Minucius Augurinus?) im ersten Jahr der Republik 509 v. Chr. vom Konsul Publius Valerius Poplicola zum Quästor ernannt wurde. Dies wird zwar als Erfindung eingeschätzt, jedoch auch als Indiz für die Bedeutung der gens Veturia in der frühen Republik.
Aus dem Konsulat des Veturius Geminus Cicurinus berichtet Livius die Belagerung der Stadt Fidenae, die Einnahme der Stadt Crustumerium und den Abfall der Stadt Praeneste von den Latinern zu Rom. Dionysios berichtet darüber hinaus, dass Veturius Fidenae eingenommen habe.